# Helfenburk u Úštěka
Helfenburk u Úštěka (též Hrádek) je zřícenina hradu ze 14. století vzdálená asi 3 km od městečka Úštěk v okrese Litoměřice. Od roku 1964 je chráněn jako kulturní památka. Byl vystavěn na vrcholu pískovcové ostrožny, která vybíhá do zalesněného údolí Hrádecký důl v nadmořské výšce 310 metrů s převýšením sedmdesát metrů nad dnem údolí.

## Historie

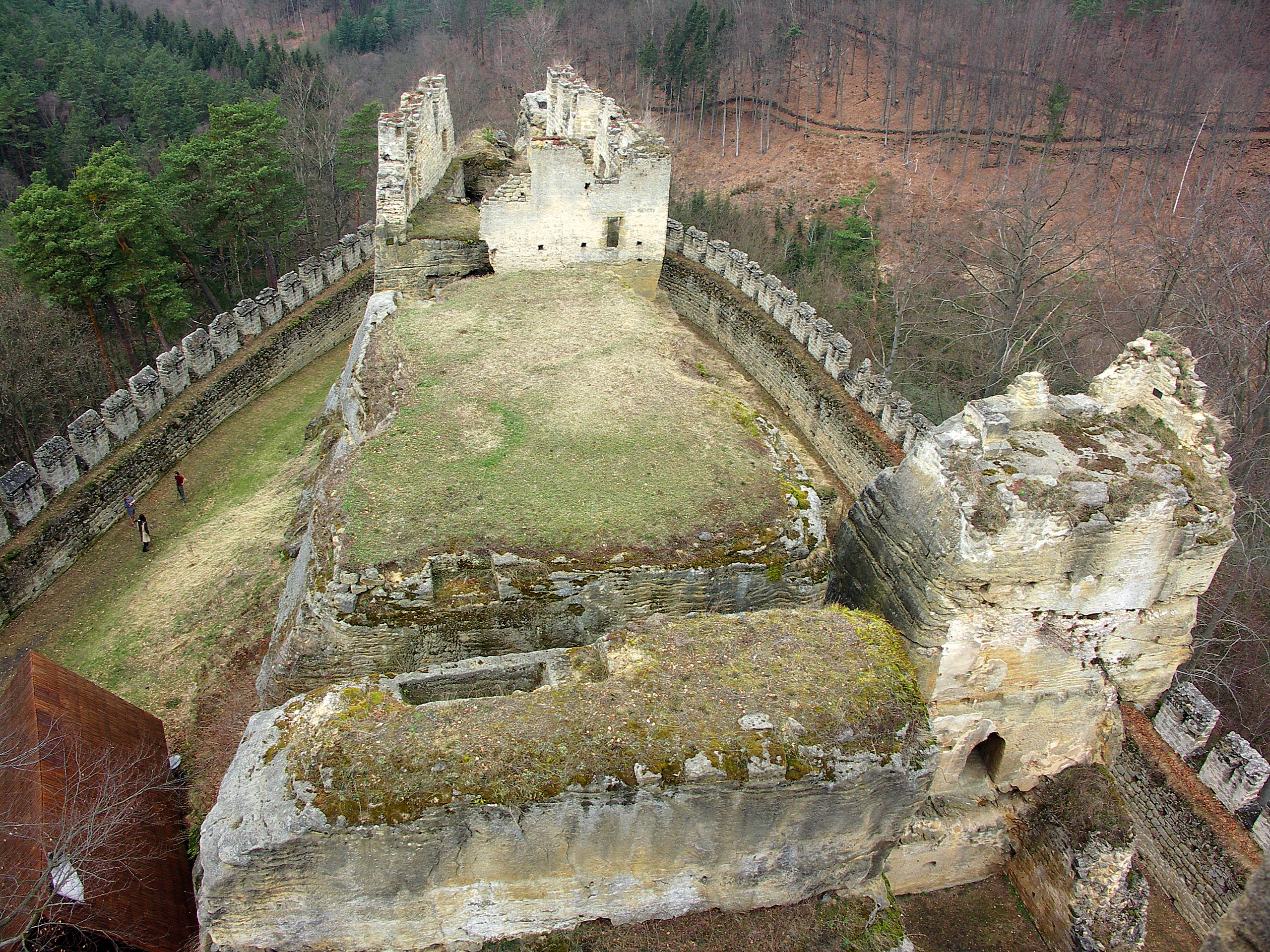
Plošina hradního jádra

Hrad pravděpodobně vystavěli Páni z Klinštejna, pocházející z Ronovců, v první polovině 14. století. Zakladatelem byl snad Jan z Klinštejna, který se po Helfenburku začal psát, ale v roce 1375 hrad odkoupil pražský arcibiskup Jan Očko z Vlašimi. Arcibiskup si tak vytvořil venkovské zázemí v lesích k pobytu mimo nedalekou Roudnici nad Labem, v níž vykonával svůj úřad. Helfenburk se stal centrem panství, ke kterému patřil také blízký hrad Hřídelík. Pobýval zde krátce i Janův nástupce, třetí pražský arcibiskup Jan z Jenštejna. Za něj byly na Helfenburk dočasně přivezeny klenoty, relikvie a knihy z pražského chrámu sv. Víta. Z roku 1395 pochází záznam roudnického převora Petra Klarifikátora, osobního kronikáře arcibiskupa Jana z Jenštejna, o Janově nehodě na můstku vedoucím z nové věže, při níž se arcibiskup málem zřítil. Jan zde pobýval asi až do roku 1400, tedy i v době, kdy už byl zbaven svého úřadu. V roce 1422 jej získal purkrabí Aleš z Malíkovic, pak zde strávil roky ukryt před nepřízní krále arcibiskup Konrád z Vechty (zemřel zde roku 1431).
V létě roku 1427 se hradu nakrátko zmocnil Půta III. z Častolovic a po něm Jaroslav a Jindřich Berkové z Dubé, kteří hrad zastavili Janu Smiřickému. Vdova po Smiřickém prodala hrad Jindřichu z Rožmberka za 4 000 kop pražských grošů, a ten ho pak postoupil Zdeňkovi Konopišťskému ze Šternberka, významnému představiteli odboje proti králi Jiřímu z Poděbrad. Královské vojsko poté Helfenburk i blízkou Roudnici oblehlo a dobylo. Hrad od krále pak dostal Petr Kaplíř ze Sulevic, který však musel vzdorovat loupeživým aktivitám Zdeňka Konopišťského. Byl dokonce zajat a uvězněn v Českých Budějovicích, dokud nepropustil služebníky a neodevzdal cennosti uložené na Helfenburku. Jako poslední je na hradě uváděn Vilém z Ilburka, jemuž v té době patřil i nedaleký Ronov. Ten Helfenburk nově vybavil a pak místo obtížně přístupného Ronova užíval. Po vymření jeho rodu roku 1538 na hradě žilo pouze služebnictvo a hrad postupně zpustl. Roku 1622 pak vyhořel poté, co ho vyplenili císařští vojáci pod vedením maršála Buquoye. Po bitvě na Bílé hoře území získali jezuité z Liběšic a připojili jej k úšteckému panství.
Až v roce 1887 zříceninu hradu koupil a upravil průmyslník hrabě Josef von Schroll, a ta začala být atraktivní pro turisty. V letech 1887–1890 hrabě dostavěl rozbořené třetí patro třicet metrů vysoké věže, na kterou vede 143 schodů, a učinil z ní své letní sídlo. Původní středověký přístup do věže nebylo možné využít, neboť směřoval do vnitřní části hradu na skálu se zbytky zdiva jinak nepřístupného paláce, proto majitel nechal prorazit boční vstup.

### Novodobé dějiny
V průběhu šedesátých let 20. století převzaly Helfenburk organizace Českého svazu ochránců přírody a začaly jej za dohledu litoměřického okresního konzervátora Františka Fišera z tamějšího vlastivědného muzea opět opravovat a udržovat. Skupina trampů vyčistila hrad od vzrostlé vegetace a provedla archeologický výzkum studny, který poskytl množství cenných nálezů, mimo jiné hřídel rumpálu, která je v současnosti vedle studny vystavena. Hrad je nyní v majetku města Úštěk.
Od roku 1978 se o hrad a průvodcovskou činnost stará skupina dobrovolníků, kteří jsou od roku 1995 organizováni v Občanském sdružení Hrádek (od roku 2017 Spolek Hrádek Helfenburk).

## Stavební podoba
Původní hrad na skalní plošině byl převážně dřevěný. Teprve po rozšíření za Jana Očka z Vlašimi byl na skále postaven kamenný palác, kaple a řada menších provozních budov. Byla vyhloubena nová 65 m hluboká studna vybavená šlapacím kolem. Jan z Jenštejna nechal rozšířit palác a především vystavěl nový hradební okruh, jehož hradba včetně cimbuří se zachovala. V čele hradu byla v dominantní poloze postavena obytná věž. Vstupní brány byly chráněny kolébkovými padacími mosty a hlubokým příkopem, který je dnes z většiny zasypaný.

## Přístup
Z Úštěku vede ke zřícenině modrá turistická značená cesta (přibližně 6 km), která vede přes Lhotu, kolem hájovny a dále Ptačím dolem (cesta je vhodná i pro jízdu na kole a s kočárkem). Nejbližší železniční zastávka se nachází přibližně v 5 km vzdáleném Úštěku na trati 087 z Lovosic do České Lípy. Oblast je vyznačená např. na mapách KČT 15 – Máchův kraj a 11 – České středohoří východ.
V blízkosti hradu jsou dvě parkoviště. Nejvyužívanější se nachází nedaleko obce Ostré, odkud lze k hradu přijít dvěma cestami – po červeném okruhu do Ptačího dolu a dále po modré (cca 2 km), nebo severní cestou po červeném okruhu (cca 3 km). Méně využívané parkoviště se nachází na kraji obce Rašovice, odkud k hradu vede polní cesta po zelené turistické cestě (1,5 km).

### Otevírací doba
Objekt je po celý rok veřejnosti volně přístupný. O víkendech, kdy je přítomna služba ze spolku Hrádek Helfenburk, je otevřena i věž. Na hradě není technicky možné zajistit občerstvení, jediný zdroj pitné vody se nachází v 0,5 km vzdálené studánce.

### Přístup pro veřejnost
V roce 2022 je hrádek přístupný spodní bránou, od které byl původně přístup do hradu po cestě kolem hradeb a celého jádra hradu. K horní (dříve hlavní) bráně s brankou pro pěší vede zevnitř dřevěný most a není přístupná z vnějšku hradu. U studny je rekonstruovaný rumpál na vodu a původní hřídel, která byla vytažena ze studny. Vyčištěné sklepení není přístupné a slouží jako sklad nářadí a materiálu. Na dvoře pod věží je malý roubený domek sloužící pro zázemí spolku. Ochoz ke věži je zabezpečen zábradlím a v době nepřítomnosti služby je uzavřen brankou. V masivní stěně věže je úzké točité schodiště, které probíhá třemi obývacími patry (střední je volně přístupné se čtyřmi okny a přilehlými vyzděnými sedátky). Z vrcholové plošiny třípatrové zachovalé věže, na kterou vede 143 schodů, je výhled na okolní lesy. Na hradbách stojí za povšimnutí prevét pro stráže. Jádro hradu není přístupné.